# 北山鉱泉
北山鉱泉（きたやまこうせん）は、富山県魚津市にある鉱泉（温泉）である。北山温泉とも表記される場合がある。

## 泉質
- 弱食塩泉
  - 源泉温度35℃[1]

北山薬師堂より湧き出ている。

### 効能
婦人病、神経痛、リウマチ、腰痛、成人病など。
※いずれも効能はその効果を万人に保証するものではない

## 鉱泉街
1982年時点では5軒の旅館が存在していた。周辺には松倉城も存在する。
1867年の開湯時から営業を続ける『子宝の湯宿 元祖仁右衛門家』は、1998年に運営会社『niemon』を設立し、同年に3階建て和風旅館に改築された。
1976年11月25日に開業した『ホテル北山』は、鉄筋6階建てで、収容人数は鉱泉街最大の300人、大小3つの浴槽がある旅館で、住民が出資した企業組合法人『北山鉱泉元湯』により運営されていたが、バブル期以降は利用客が減少したため、2008年8月で廃業。その後同年10月に介護事業会社のコロネット（富山市）が2008年10月までに同施設を購入、2009年7月下旬に高齢者向け賃貸マンション（10畳程度の個室37室、20畳の夫婦部屋2室）としてオープン。同年8月、住宅型有料老人ホームとしても営業することを富山県に届け、同年9月20日頃、『有料老人ホーム北山』として営業を開始した。

## 歴史
1864年に地元の北山村の仁右衛門が霊夢に現れた薬師如来のお告げを受け、神社の下から湧き出る水で瀕死の妻を救ったという伝説の中から生まれたものである。その後、1867年8月に開湯している。
1983年7月1日には国鉄周遊指定地に指定されている。

## アクセス
- 鉄道：魚津駅から車で約20分
- 乗用車：魚津インターチェンジから車で約10分